# Michail Botvinov
Michail Viktorovič Botvinov (in russo Михаил Викторович Ботвинов?; traslitterazione anglosassone Mikhail Botvinov; traslitterazione tedesca Mikhail Botwinov; Lidinka, 17 novembre 1967) è un ex fondista russo naturalizzato austriaco.
Agli inizi della carriera, prima della dissoluzione dell'Unione Sovietica (1991), ha gareggiato per l'Unione Sovietica; nel 1992 ha fatto parte della Squadra Unificata ai Giochi olimpici.

## Biografia
In Coppa del Mondo ha esordito il 13 gennaio 1990 nella 30 km a tecnica libera di Mosca (12°), ha ottenuto il primo podio il 14 marzo 1992 nella 50 km a tecnica classica di Vang (2°) e la prima vittoria il 12 gennaio 1999 nella 30 km a tecnica libera di Nové Město na Moravě.
In carriera ha preso parte a quattro edizioni dei Giochi olimpici invernali, con tre squadre differenti: ad Albertville 1992 con la Squadra Unificata (11° nella 10 km, 12° nella 30 km, 28° nella 50 km, 15° nell'inseguimento, 5° nella staffetta); a Lillehammer 1994 con la Russia (4° nella 10 km, 4° nella 30 km, 9° nella 50 km, 5° nell'inseguimento, 5° nella staffetta); a Salt Lake City 2002 (2° nella 30 km, 5° nella 50 km, 9° nell'inseguimento, 4° nella staffetta) e a Torino 2006 (3° nella 50 km, 7° nell'inseguimento) con l'Austria, nazionale per la quale aveva iniziato a gareggiare nella stagione 1997-1998.
Sempre con i colori austriaci Botvinov vinse la medaglia d'oro nella staffetta con Christian Hoffmann, Alois Stadlober e Markus Gandl e la medaglia di bronzo nella 50 km a tecnica classica ai Mondiali di Ramsau am Dachstein 1999.

## Palmarès

### Olimpiadi
- 2 medaglie:
  - 1 argento (30 km a tecnica libera a Salt Lake City 2002)
  - 1 bronzo (50 km a tecnica libera a Torino 2006)

### Mondiali
- 3 medaglie:
  - 1 oro (staffetta[1] a Ramsau am Dachstein 1999)
  - 2 bronzi (staffetta[1] a Falun 1993; 50 km a tecnica classica[1] a Ramsau am Dachstein 1999)

### Coppa del Mondo
- Miglior piazzamento in classifica generale: 2º nel 1999
- Vincitore della Coppa del Mondo di lunga distanza nel 1999
- 21 podi (20 individuali, 2 a squadre[2]), oltre a quelli conquistati in sede olimpica o iridata e validi ai fini della Coppa del Mondo:
  - 2 vittorie
  - 10 secondi posti
  - 8 terzi posti

#### Coppa del Mondo - vittorie
| Data            | Luogo                | Paese     | Disciplina |
| --------------- | -------------------- | --------- | ---------- |
| 12 gennaio 1999 | Nové Město na Moravě | Rep. Ceca | 30 km TL   |
| 20 marzo 1999   | Oslo                 | Norvegia  | 50 km TC   |

Legenda:
TC = tecnica classica
TL = tecnica libera

### Marathon Cup
- Miglior piazzamento in classifica generale: 7º nel 2004
- 3 podi:
  - 1 vittoria
  - 1 secondo posto
  - 1 terzo posto

#### Marathon Cup - vittorie
| Data          | Luogo   | Paese    | Disciplina |
| ------------- | ------- | -------- | ---------- |
| 12 marzo 2006 | Samedan | Svizzera | 42 km TL   |

Legenda:
TC = tecnica classica
TL = tecnica libera

### Worldloppet - vittorie
| Data | Gara                | Paese    |
| ---- | ------------------- | -------- |
| 1997 | Engadin Skimarathon | Svizzera |
| 1997 | Vasaloppet          | Svezia   |
| 1998 | Marcialonga         | Italia   |
| 2006 | Engadin Skimarathon | Svizzera |